# José Yoldi
José Yoldi García (n. San Sebastián; 1954) es un periodista español.

## Biografía
Licenciado en Ciencias de la información por la Universidad de Navarra, se especializó como periodista sobre temas jurídicos, tribunales y terrorismo. Trabajó seis años en la agencia de noticias Europa Press, si bien su carrera profesional la desarrolló, sobre todo, en el diario El País, donde permaneció veintinueve años (1983-2012), tiempo durante el cual formó parte del equipo de investigación del diario. 
Su especialidad lo llevó a ser redactor de buena parte de la información sobre temas de amplia repercusión en España y fuera de ella, tales como la cobertura del juicio por el golpe de Estado de 1981 en España, el de la intoxicación masiva sufrida en España por la venta de aceite de colza desnaturalizado, que causó al menos 330 muertos, o el juicio por los atentados del 11 de marzo de 2004 en Madrid que causaron 191 muertos y 1.856 heridos. 
Fue el periodista que destapó los viajes no justificados con cargo a los fondos públicos del Presidente del Consejo General del Poder Judicial y del Tribunal Supremo, Carlos Divar, que finalmente llevaron a la dimisión del mismo en junio de 2012. Por el trabajo realizado en el caso Divar, la Asociación de la Prensa de Madrid en enero de 2013 lo galardonó con el Premio Víctor de la Serna, que lo reconocía como el periodista más destacado del año, y señalaba que «la investigación, realizada con rigor y contraste de las informaciones, condujo a la dimisión irrevocable de Dívar».
Cuatro días antes fue uno de los 129 periodistas que resultaron afectados por el expediente de regulación de empleo del diario El País. En octubre de ese mismo año se incorporó a www.cuartopoder.es con el blog "A cota de periscopio".

## Obras
- El último recurso (selección de artículos)
- Peor habría sido tener que trabajar (2014, Editorial Libros.com)
- El enigma Kungsholm (2014, Editorial Mong)
- La noche perdida (2017, Editorial Mong)
- Más allá del punto de no retorno (2018, Editorial Libros.com)

## Premios y distinciones
- 2009: Premio del Instituto de Derechos Humanos de Cataluña.
- 2013: Premio Víctor de la Serna.